# Never Kill a Boy on the First Date
Never Kill a Boy on the First Date (No mates a un chico en la primera cita en España y Nunca mates a un muchacho en la primera cita en Hispanoamérica) es el quinto episodio de la primera temporada de Buffy the Vampire Slayer. El episodio fue escrito por los guoinistas Rob Des Hotel y Dean Batali, y dirigido por David Semel. La narración sigue a Buffy, que se debate entre conseguir una cita y prepararse para la ascensión del Maestro.

## Argumento
En un cementerio, Buffy (Sarah Nichelle Gellar) lucha contra un vampiro y lo mata, para el descontento de Giles (Anthony Head) que se detiene para criticar su método de cacería, antes de prestar su atención en un anillo que usaba el vampiro.
En la guarida de El Maestro, el vampiro lee una vieja profecía a sus súbditos:

Y vendrá un tiempo de crisis, en un mundo sin equilibrio y tranquilidad. Y en este tiempo habrá de venir el elegido, el gran guerrero del Maestro. La Cazadora no sabrá de el, no podrá detenerlo, y el va a llevarselá al infierno. Así fue escrito, y así ha de ser. Cinco habrán de morir, y de sus cenizas El elegido se levantará. La Orden de Aurelius le dará la bienvenida y lo conducirá a su destino inmortal.
El Maestro, Buffy the Vampire Slayer

Giles descubre que el anillo pertenece a la orden de Aurelius. Mientras tanto Owen (Christopher Wiehl), un tímido y popular chico amante de la poesía, entra en la biblioteca a buscar un libro. Buffy se lleva una sorpresa al verle, pues se siente atraída por él. Owen intercambia unas palabras con Buffy, toma un libro de Emily Dickinson y se marcha. Buffy se lleva el mismo libro que él.
Más tarde, Cordelia (Charisma Carpenter) invita a Owen al Bronze y este invita a Buffy, lo que disgusta a Cordelia. Giles descubre que una profecía muy importante se va a cumplir esa noche, así que Buffy tiene que olvidar su cita con Owen e ir al cementerio para impedir que se alce el Elegido, un legendario guerrero que está destinado a enviar a la Cazavampiros al infierno.
En el cementerio no sucede nada, así que Buffy se va al Bronze, pero Giles se queda un poco más. En el club, Cordelia está bailando con Owen, por lo que Buffy se marcha sin decir nada. Mientras, un autobús que se dirige al aeropuerto de Sunnydale es atacado por vampiros, quienes matan a todos los pasajeros.
Al día siguiente, Owen invita a Buffy a salir. Esa noche, cuando Buffy está a punto de irse al Bronze, Giles pasa por su casa y le cuenta lo del accidente de autobús. En el periódico se narra que murieron cinco pasajeros en un accidente, lo que concuerda con la profecía. Giles le dice a Buffy que tienen que ir esa misma noche a la funeraria donde se encuentran los cuerpos. Buffy convence a Giles para que le deje ir al Bronce con Owen, yéndose él solo al cementerio, donde se encuentra con dos vampiros y logra entrar a la funeraria. Xander (Nicholas Brendon) y Willow (Alyson Hannigan) lo encuentran atrapado en la funeraria y van a buscar a Buffy.
Ángel (David Boreanaz) ve a Buffy en el Bronze y le pregunta por qué no está con el resto del grupo. Aparecen Willow y Xander, Buffy se disculpa con Owen y se marchan. Al llegar a la funeraria ven que Owen los ha seguido. Para deshacerse de él, Buffy le pide que se quede con Willow y Xander mientras ella mira si hay guardias. Buffy encuentra a Giles en el depósito de cadáveres. Desafortunadamente el predicador, de quien Giles sospechaba, no se encuentra allí.
Willow, Xander y Owen están en la sala de observación con el predicador. Éste los ataca pero consiguen escapar y llegar hasta donde Buffy, quien los manda fuera de la casa. Buffy va al depósito a por sus armas pero el predicador la sigue. Pelean y Giles acciona por error los controles de la incineradora. Cuando el predicador está a punto de morder a Buffy, Owen aparece y le ayuda. El vampiro lo deja inconsciente. Finalmente Buffy arroja al predicador a la incineradora. Socorre a Owen, que está mareado, por lo que Willow y Xander le acompañan a casa.
La mañana siguiente Buffy está deprimida pensando que ha estropeado todo con Owen. Sin embargo, éste la invita a salir de nuevo, pero lo rechaza porque advierte que lo hace sólo porque le resulta emocionante. Al ver esto Giles le cuenta que él también ha tenido que hacer ciertos sacrificios para seguir su destino como Vigilante. Lo que no saben que el Elegido sigue vivo, pues era un niño pequeño que iba en el mismo bus.

## Personajes

### Protagonistas
- Sarah Michelle Gellar como Buffy Summers.
- Nicholas Brendon como Xander Harris.
- Alyson Hannigan como Willow Rosenberg.
- Charisma Carpenter como Cordelia Chase.
- Anthony Stewart Head como Rupert Giles.

### Invitados especiales
- Mark Metcalf como El Maestro.
- David Boreanaz como Ángel.
- Christopher Wiehl como Owen Thurman.
- Geoff Meed como Andrew Borba.

### Secundarios
- Robert Mont as Van Driver.
- Andrew J. Ferchland as Collin/The Anointed One.

## Detalles de producción

### Música
Durante las escnas de Buffy y Owenen el Bronz, Velvet Chain toca «Strong» y «Treason», de su álbum Groovy Side. Cuando Cordelia y Owen bailan, la canción «Three Day Wheely» de Rotten Apple suena de fondo. Cuando Ángel avisa a Buffy averca de la amenaza, la canción que suena es «Junky Girl» de Rubber de su álbum homónimo. Finalmente, cuando Buffy rechaza a Owen en la escuela, la canción «Let the Sun Fall Down» de Kim Richey suena de fondo.